# Чемпионат мира по волейболу среди женских клубных команд 2024
17-й чемпионат мира по волейболу среди женских клубных команд  прошёл с 17 по 22 декабря 2024 года в Ханчжоу (Китай) с участием 8 команд. Чемпионский титул в 3-й раз в своей истории выиграла итальянская команда «Имоко Воллей» (Конельяно).

## Команды-участницы
«Тяньцзинь Бохай Бэнк» (Тяньцзинь, Китай) — команда-организатор турнира;
 «Имоко Воллей» (Конельяно, Италия) — победитель Лиги чемпионов ЕКВ 2024;
 «Веро Воллей Милано» (Монца, Италия) — 2-й призёр Лиги чемпионов ЕКВ 2024;
 «НЭК Ред Рокетс» (Кавасаки, Япония) — победитель чемпионата Азии среди клубных команд 2024;
 «ЛП Бэнк Ниньбинь» (Ниньбинь, Вьетнам) — 2-й призёр чемпионата Азии среди клубных команд 2024;
 «Жердау-Минас» (Белу-Оризонти, Бразилия) — победитель чемпионата Южной Америки среди клубных команд 2024;
 «Дентил/Прая Клубе» (Уберландия, Бразилия) — 2-й призёр чемпионата Южной Америки среди клубных команд 2024;
 «Замалек» (Эль-Гиза, Египет) — победитель чемпионата Африки среди клубных команд 2024.

## Система проведения чемпионата
8 команд-участниц на предварительном этапе были разбиты на две группы. 4 команды (по две лучшие из групп) вышли в плей-офф и по системе с выбыванием определили призёров чемпионата.
Первичным критерием при распределении мест в группах являлось общее количество побед, затем общее количество очков, соотношение выигранных и проигранных партий, соотношение мячей, результаты личных встреч. За победы со счётом 3:0 и 3:1 команды получали по 3 очка, за победы 3:2 — по 2, за поражения — 2:3 — по 1, за поражения 0:3 и 1:3 очки не начислялись.

## Игровая арена

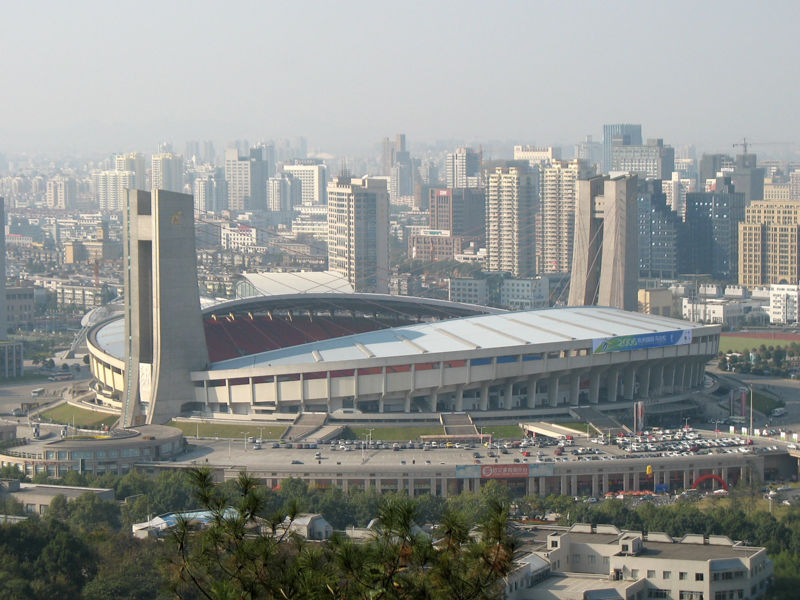
Huanglong Sports Center

Матчи чемпионата прошли в крытой арене спортивного центра «Хуанлун» («Жёлтого Дракона») (англ. Huanglong Sports Center, кит. 黃龍體育中心), расположенного в Ханчжоу (провинция Чжэцзян, Китай).
Спортивный центр открыт в 2000 году, модифицирован в 2019—2021. Включает стадион, тренировочные футбольные поля, отель, пресс-центр и другие строения, в том числе крытую арену.
Арена открыта 21 сентября 2003 года. Вместимость трибун — 8 тысяч зрителей. Принимает соревнования по фигурному катанию, хоккею с шайбой, волейболу и другим видам спорта, а также используется для проведения концертов.

## Предварительный этап

### Группа A
| М | Команда                | 1   | 2   | 3   | 4   | И | В | П | С/П | О |
| - | ---------------------- | --- | --- | --- | --- | - | - | - | --- | - |
| 1 | «Тяньцзинь Бохай Бэнк» |     | 3:0 | 3:0 | 3:0 | 3 | 3 | 0 | 9:0 | 9 |
| 2 | «Веро Воллей Милано»   | 0:3 |     | 3:0 | 3:0 | 3 | 2 | 1 | 6:3 | 6 |
| 3 | «Жердау-Минас»         | 0:3 | 0:3 |     | 3:0 | 3 | 1 | 2 | 3:6 | 3 |
| 3 | «Замалек»              | 0:3 | 0:3 | 0:3 |     | 3 | 0 | 3 | 0:9 | 0 |

|        |                                           |     |         |        |        |  |  |
|        |                                           |     |         |        |        |  |  |
| 17.12. | Веро Воллей Милано — Жердау-Минас         | 3:0 | (25:17, | 25:22, | 27:25) |  |  |
| 17.12. | Тяньцзинь Бохай Бэнк — Замалек            | 3:0 | (25:16, | 25:18, | 25:15) |  |  |
| 18.12. | Жердау-Минас — Замалек                    | 3:0 | (25:17, | 25:21, | 25:14) |  |  |
| 18.12. | Тяньцзинь Бохай Бэнк — Веро Воллей Милано | 3:0 | (25:21, | 25:22, | 25:23) |  |  |
| 19.12. | Веро Воллей Милано — Замалек              | 3:0 | (25:9,  | 25:13, | 25:18) |  |  |
| 20.12. | Тяньцзинь Бохай Бэнк — Жердау-Минас       | 3:0 | (25:19, | 25:22, | 25:22) |  |  |

### Группа В
| М | Команда             | 1   | 2   | 3   | 4   | И | В | П | С/П | О |
| - | ------------------- | --- | --- | --- | --- | - | - | - | --- | - |
| 1 | «Имоко Воллей»      |     | 3:0 | 3:0 | 3:0 | 3 | 3 | 0 | 9:0 | 9 |
| 2 | «Дентил/Прая Клубе» | 0:3 |     | 3:0 | 3:0 | 3 | 2 | 1 | 6:3 | 6 |
| 3 | «НЭК Ред Рокетс»    | 0:3 | 0:3 |     | 3:0 | 3 | 1 | 2 | 3:6 | 3 |
| 3 | «ЛП Бэнк Ниньбинь»  | 0:3 | 0:3 | 0:3 |     | 3 | 0 | 3 | 0:9 | 0 |

|        |                                      |     |         |        |        |  |  |
|        |                                      |     |         |        |        |  |  |
| 17.12. | Имоко Воллей — Дентил/Прая Клубе     | 3:0 | (25:20, | 25:15, | 25:15) |  |  |
| 17.12. | НЭК Ред Рокетс — ЛП Бэнк Ниньбинь    | 3:0 | (25:18, | 25:15, | 25:13) |  |  |
| 18.12. | Имоко Воллей — ЛП Бэнк Ниньбинь      | 3:0 | (25:16, | 25:8,  | 25:15) |  |  |
| 18.12. | Дентил/Прая Клубе — НЭК Ред Рокетс   | 3:0 | (25:17, | 25:23, | 25:16) |  |  |
| 19.12. | Дентил/Прая Клубе — ЛП Бэнк Ниньбинь | 3:0 | (25:15, | 25:17, | 25:12) |  |  |
| 20.12. | Имоко Воллей — НЭК Ред Рокетс        | 3:0 | (25:21, | 25:20, | 25:19) |  |  |

## Плей-офф

### Полуфинал
21 декабря
 «Тяньцзинь Бохай Бэнк» —  «Дентил/Прая Клубе»
3:1 (25:23, 25:21, 24:26, 25:22).
 «Имоко Воллей» —  «Веро Воллей Милано»
3:0 (25:23, 25:14, 25:23).

### Матч за 3-е место
22 декабря
 «Веро Воллей Милано» —  «Дентил/Прая Клубе»
3:0 (25:23, 25:16, 25:23).

### Финал
| 23 декабря 2024 | \| «Имоко Воллей» (Конельяно) \| 3:0 fivb.org \| «Тяньцзинь Бохай Бэнк» (Тяньцзинь) \| \| Йоанна Волош (1) Габриэла Гимарайнс (10) Сара Фар (10) Изабель Хок (25) Чжу Тин (14) Кристина Кирикелла (3) Моника Де Дженнаро (либеро) Марина Лубиан Мартина Лукасик Анна Бардаро \| Голы \| Ван Ичжу (13) Ирина Фетисова (5) Чэнь Боя (5) Ли Инъин (12) Ван Юаньюань (5) Яо Ди (1) Лю Ливэнь (либеро) Мэн Доу (1) Ян И Лю Мэйцзюнь (5) \| | Ханчжоу Huanglong Sports Center 6116 зрителей                                                                                              |
| Счёт по партиям — 25:21, 25:15, 25:20. Время матча — 1 час 10 минут. Судьи: Агнешка Михлиц, Мари-Катрин Буланже.                                                                   | | |
| «Имоко Воллей» (Конельяно) | 3:0 fivb.org | «Тяньцзинь Бохай Бэнк» (Тяньцзинь) |
| Йоанна Волош (1) Габриэла Гимарайнс (10) Сара Фар (10) Изабель Хок (25) Чжу Тин (14) Кристина Кирикелла (3) Моника Де Дженнаро (либеро) Марина Лубиан Мартина Лукасик Анна Бардаро | Голы | Ван Ичжу (13) Ирина Фетисова (5) Чэнь Боя (5) Ли Инъин (12) Ван Юаньюань (5) Яо Ди (1) Лю Ливэнь (либеро) Мэн Доу (1) Ян И Лю Мэйцзюнь (5) |

## Итоги

### Положение команд
| «Имоко Воллей» (Конельяно)          |
| «Тяньцзинь Бохай Бэнк» (Тяньцзинь)  |
| «Веро Воллей Милано» (Монца)        |
| 4. «Дентил/Прая Клубе» (Уберландия) |
| 5—6. «Жердау-Минас» (Белу-Оризонти) |
| 5—6. «НЭК Ред Рокетс» (Кавасаки)    |
| 7—8. «Замалек» (Эль-Гиза)           |
| 7—8. «ЛП Бэнк Ниньбинь» (Ниньбинь)  |

### Призёры
«Имоко Воллей» (Конельяно): Габриэла Брага Гимарайнс (Габи), Чжу Тин, Нанами Сэки, Катя Экл, Марина Лубиан, Моника Де Дженнаро, Изабель Хок, Йоанна Волош, Мерит Адигве, Халия Ланьер, Мартина Лукасик, Кристина Кирикелла, Сара Фар, Анна Бардаро. Главный тренер — Даниэле Сантарелли.
  «Тяньцзинь Бохай Бэнк» (Тяньцзинь): Ли Инъин, Чжан Шици, Лю Мэйцзюнь, Ирина Фетисова, Алондра Тапия Крус, Ян И, Лю Ливэнь, Чэнь Боя, Мэн Доу, Ван Юаньюань, Яо Ди, Ван Ичжу. Главный тренер — Чэнь Фан.
  «Веро Воллей Милано» (Монца): Элена Казот, Жюльет Желен, Лудовика Гуиди, Радостина Маринова, Лаура Хейрман, Элена Пьетрини, Алессия Орро, Анна Данези, Ламприни Константиниду, Сатоми Фукудомэ, Хена Куртагич, Мириам Силла, Паола Эгону, Ника Далдероп. Главный тренер — Стефано Лаварини.

### Индивидуальные призы
| - MVP Изабель Хок («Имоко Воллей») - Лучшая связующая Йоанна Волош («Имоко Воллей») - Лучшие центральные блокирующие Хена Куртагич («Веро Воллей Милано») Сара Фар («Имоко Воллей») | - Лучшая диагональная нападающая Изабель Хок («Имоко Воллей») - Лучшие нападающие-доигровщики Ли Инъин («Тяньцзинь Бохай Бэнк») Чжу Тин («Имоко Воллей») - Лучшая либеро Лю Ливэнь («Тяньцзинь Бохай Бэнк») |